# Danilo Bazzani
Danilo Bazzani (Modena, 23 maggio 1914 – Modena, 4 giugno 1963) è stato un calciatore italiano, di ruolo mediano.

## Carriera
Giocò con la maglia del Modena due stagioni in Serie A e diverse altre in Serie B.

## Palmarès

### Club

#### Competizioni nazionali
- Serie B: 1

Modena: 1937-1938